# Dendrochilum linearifolium
Dendrochilum linearifolium är en orkidéart som beskrevs av Joseph Dalton Hooker. Dendrochilum linearifolium ingår i släktet Dendrochilum och familjen orkidéer. Inga underarter finns listade i Catalogue of Life.